# 絶絶絶絶対聖域
「絶絶絶絶対聖域」（ぜぜぜぜったいせいいき）は日本のミュージシャン・anoの楽曲。CDシングルとして、2024年3月20日にトイズファクトリーより、「ano feat. 幾田りら」名義で発売された。

## 概要

### 背景
本楽曲は、ano（あの名義）と幾田りらが主演を務めている映画『デッドデッドデーモンズデデデデデストラクション』前章の主題歌に起用されている。
本楽曲の歌詞はanoによって書かれた。anoは本楽曲の歌詞について「いつも真剣なんですけど、今までにないくらい真剣に、寝る時間を削って白目剥きながら書いたのですごく思い入れがあります」と語っている。また、作曲と編曲は凛として時雨のTKが担当している。TKによる楽曲提供は幾田が普段しないようなデスボイスやシャウトを聞きたい、「“悪”幾田りらを引き出したい」と考えたanoによるオファーによって実現された。幾田はTKのスタジオを借りて直接TKにシャウトを教えてもらったと語っている。
主題歌担当が発表された際、ano自身は本楽曲について次のようなコメントをしている。
| 「    | 前章の主題歌として「絶絶絶絶対聖域」を制作させて頂きました。 一瞬で当たり前にあった日常が変わり果ててしまうことがあり得る世界の中、何を大切にしたいか何を守りたいか考えながら作りました。 今も現在進行形で世界がクソやばいので全部音楽でぶち壊したいです。 皆々様是非、前章・後章合わせてデデデデお楽しみください。はにゃにゃフワー！ | 」 |
| —あの | |    |

### リリース
2024年1月17日、映画『デッドデッドデーモンズデデデデデストラクション』前章の主題歌に新曲「絶絶絶絶対聖域」が起用されたことが発表された。また、同日に映画の予告映像がYouTubeにてアップロードされ、本楽曲の音源が一部公開された。
2024年2月1日、CDシングルを同年3月20日に発売することが発表された。CDは期間生産限定盤としてリリースされ、表題曲の「絶絶絶絶対聖域」とそのアニメサイズ版、インストゥルメンタル版が収録されている他、あのと幾田によるラジオコンテンツ「絶対ッ!!あのりらじお」が収録されている。また、映画の原作漫画を手掛けた浅野いにおによる描き下ろしイラストが使用されたポスター型ブックレットが付属された。なお、CDジャケットも浅野いにおが描き下ろしたものである。
リリースに先駆けて2024年3月12日にニッポン放送『あののオールナイトニッポン0(ZERO)』内にて本楽曲がフルオンエアされた。
2024年3月25日19時、本楽曲のミュージックビデオがYouTubeにてプレミア公開された。監督は映像作家のMIZUNO CABBAGEが担当しており、あのと幾田が出演している。
2024年5月10日に「THE FIRST TAKE」にて本楽曲を披露した映像がYouTubeにてブレミア公開された。
| 形態           | 規格 | 規格品番   | 出典   |
| -------------- | ---- | ---------- | ------ |
| 期間生産限定盤 | CD   | TFCC-89773 | [ 15 ] |

## 批評
音楽ライターの森朋之は、本楽曲について「刺激的なanoのシャウトからはじまるこの曲は、尖りまくったギターフレーズ、濃密なグルーヴを生み出すベースライン、しなやかにしてヘビィな4つ打ちのリズムが一つになった超アッパーチューン」と述べ、「オルタナエレクトロロックと称すべきサウンドも最強」と評したが、「anoと幾田りらのボーカルがぶつかり合うことで生まれる化学反応」についても注目し、「現在の日本のポップカルチャーの粋を極めた名曲だと思う」と評価した。

## 収録内容
| #         | タイトル                         | 作詞      | 作曲      | 編曲      | 時間  |
| --------- | -------------------------------- | --------- | --------- | --------- | ----- |
| 1.        | 「絶絶絶絶対聖域」               | ano       | TK        | TK        | 3:36  |
| 2.        | 「絶絶絶絶対聖域」(Anime Edit)   | ano       | TK        | TK        | 1:32  |
| 3.        | 「絶絶絶絶対聖域」(Instrumental) | ano       | TK        | TK        | 3:36  |
| 4.        | 「絶対ッ!!あのりらじお」         |           |           |           | 34:17 |
| 合計時間: | 合計時間:                        | 合計時間: | 合計時間: | 合計時間: | 43:01 |

## 参加ミュージシャン
- Vocal : ano
- Vocal : 幾田りら
- Guitar, Programming : TK
- Bass : キタニタツヤ
- Drums : M.Tony
- Violin : 大谷舞

## テレビ披露
2024年3月22日にテレビ朝日で放送される『ミュージックステーション』にて「絶絶絶絶対聖域」をフル尺でテレビ初披露した。

## タイアップ
- 映画『デッドデッドデーモンズデデデデデストラクション』前章主題歌[18]